# Reichelsheim (Odenwald)
Reichelsheim (Odenwald) – miejscowość i gmina w Niemczech, w kraju związkowym Hesja, w rejencji Darmstadt, w powiecie Odenwald, 30 czerwca 2013 liczyła 8579 mieszkańców.